# Germaine Groenier
Germaine Adrienne Groenier (Amsterdam, 22 maart 1943 – aldaar, 1 oktober 2007) was een Nederlandse programmamaakster, regisseuse, (scenario)schrijfster en gelegenheidsactrice.

## Levensloop
Groenier werd geboren als dochter van de acteur Ben Groenier en de actrice Adrienne Canivez. Ze werd afgewezen voor de toneelschool, maar werkte uiteindelijk toch mee aan tal van producties in het theater en op televisie. Bij de NOS volgde ze een regie-opleiding. Ze maakte programma's als Jong geleerd, oud gedaan en Kijken naar kinderen, maar haar grote bekendheid kwam pas door haar radioprogramma's.
Bij haar VPRO-radioprogramma Seks op Vrijdag werkte zij vanaf 1976 samen met Ariane Amsberg. Van januari 1976 tot juni 1978 presenteerde Groenier met Peter Flik van 20.00 tot 23.00 uur het drie uur durend radioprogramma "VPRO-vrijdag op Drie" op Hilversum 3. Het laatste uur was ingeruimd voor luisteraars die direct met haar konden praten over seksualiteit en relaties in "Germaine sans gêne". Het was taboedoorbrekend en ongekend populair maar naast lof was er ook veel woede en kritiek van de luisteraars.
Een ander programma was J.J.A. Goeverneurstraat dat ging over het  dagelijks leven in een volkswijk in Dordrecht.
In 1997 verscheen haar boek Een stuk van mijn hart over het tweede huwelijk van haar moeder met de letterkundige Victor van Vriesland en de zelfmoord van haar broer Binne.
Germaine Groenier overleed op 64-jarige leeftijd aan kanker. Ze is begraven op Begraafplaats Zorgvlied.

## Actrice
- Gat in de grens (1984) (televisieserie) als Tehuisleidster
- Allemaal tuig! (1982) als tv-verslaggeefster
- Woyzeck (1972) (televisieserie)
- De roof van de gordel (1964) (televisieserie) als Diasta

## Regisseuse
- Naar de sterren, naar de maan (1992)
- Domburg (1996)

## Schrijfster
- Domburg (1996)
- Twee winters verder (1990) (televisieserie)
- Een stuk van mijn hart (1997) (roman)
- Vijf dagen bedenktijd (1999) (roman)
- Djodjo (2002) (roman)
- Germaine sans gêne (2004) (roman)

## Radiopresentatrice
- Germaine sans gêne (1976-1978, VPRO)